# أرينا خيمكي
أرينا خيمكي (بالروسية: Арена Химки)‏ هو ملعب كرة قدم يقع في خيمكي، روسيا، يتسع لجلوس 18,636 متفرج. بُني في الفترة بين 2005–2008 وافتتح في 20 سبتمبر 2008.

## وصلات خارجية
- الموقع الرسمي
- صورة الملعب